# Црква Светог Томе у Табановцу
Црква Светог Томе у Табановцу, насељеном месту на територије општине Петровац на Млави, припада Епархији браничевској Српске православне цркве.

## Положај и историјат
Црква посвећена Светом апостолу Томи саграђена је у потесу атара „Врбовац” на око један километар североисточно од села. Црква је саграђена на имању које је даривало фамилија Влајић из Табановца. Ктитор цркве је Станоје Влајић, у спомен на свог сина Томислава, који је несрећним случајем страдао. Градња цркве је почела да се зида 1913. године, а завршена и освештана 1919. године, од стране патријарха српског Димитрија.
Први свештеник који  је служио у цркви био је Андреја Степановић.

## Архитектура цркве
Храм је сазидан од тврдог материјала-камена, мешан са врућим кречом приликом зидања, у српско-византијском (моравском) стилу,  са уписаним крстом у основи. Димензије цркве су дужина 12m, ширина 6m, висина кубета са крстом 10m. Спољашност цркве  је омалтерисана, а у најновијој рестаурацији је кречена и фарбана, са белим топалитом. Црква има два кубета, прво веће је на западној страни цркве где су и улазна врата, друго је у средишњем делу храма. 
Кров цркве је на две воде, покривен бакарним лимом. Предње кубе је са прозорима који су по висини правоугаоног облика са полукружним луком. У  предњем делу на западу постоји као мања припрата трем пред вратима храма. Црква има и своја врата у средњем делу. У олтарском делу, сазидан је у полукругу. 
Иконостас је сликан и урађен у три нивоа по висини иконе, који је живописао сликар Љубисав Гајић из села Бистрице. Десетак икона у иконостасу су насликали Радомир Добросављевић и Милорад М. Ђорђевић из Табановца. Најстарију икону „Пресвете Богородице са дететом”, 1909. године, насликао је Риста Ђорђевић из Табановца. Звоник цркве са кубетом је дограђен цркви 1973. године и са крстом је висине 11m. Звона су поклон мештана, има их два комада, једно поклони сам ктитор Станоје Влајић, а друго је поклон Станковић Велимира и Кате, трговаца из Табановца који су живели у Петровцу. 

## Црквена порта
Поред цркве се налази и гробље на коме почивају покојници ктитора из фамилије Влајић. У порти цркве поред храма налази се и црквени дом са салом, освештан 1964. године, као трпезарија-сала саграђена 1986. године. На улазу у порту сазидана је црквена капија од фасадне цигле, са крстом на њој. 
До  средине седамдесетих година, близу цркве су постојали и стари трепезар саграђен од дрвета, као и стара дрвена звонара, који сада не постоје, јер су порушене и урађене нове. 